# Gordon Peak
Der Gordon Peak ist ein felsiger Berg im ostantarktischen Königin-Maud-Land. In der Sverdrupfjella markiert er das nordwestliche Ende der Robinheia.
Erste Luftaufnahmen entstanden bei der Deutschen Antarktischen Expedition 1938/39 unter der Leitung des Polarforschers Alfred Ritscher. Norwegische Kartografen kartierten ihn anhand von Vermessungen und Luftaufnahmen der Norwegisch-Britisch-Schwedischen Antarktisexpedition (NBSAE, 1949–1952) sowie Luftaufnahmen aus den Jahren von 1958 bis 1959 der Dritten Norwegischen Antarktisexpedition (1956–1960). Namensgeber ist der australisch-britische Physiker Gordon de Quetteville Robin (1921–2004), drittes Führungsmitglied der NBSAE.